# Lutte sur pieuvre

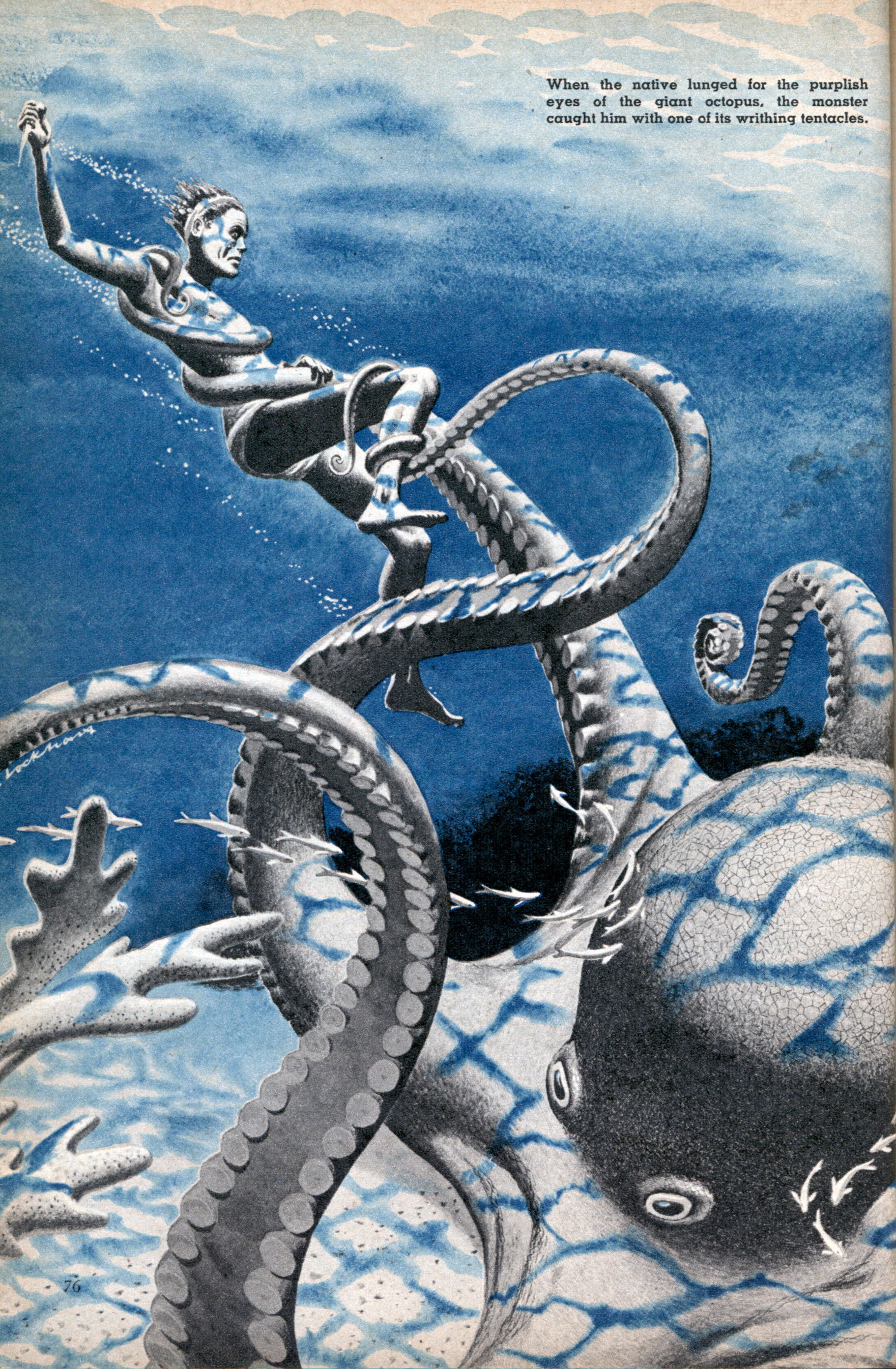
« Octopus wrestling is my hobby », Mechanix Illustrated (1949).

La lutte sur pieuvre est un sport qui consiste à nager (normalement en apnée) dans un eau peu profonde afin d'attraper une pieuvre, la décoller de son habitat et l'amener à la surface.

## Historique
Un article sur le sujet est paru dès 1949 dans le magazine Mechanix Illustrated.
Ce sport connaît sa plus grande popularité pendant les années 1960 sur la côte Ouest des États-Unis. À cette époque, un championnat mondial est organisé tous les ans dans la région de Puget Sound (Washington). L'événement a été diffusé par télévision, et a attiré jusqu'à 5 000 spectateurs. Des trophées sont alors remis aux personnes et aux équipes qui ont attrapé les plus gros animaux. Les poulpes sont ensuite consommés, offerts à l'aquarium local ou remis à la mer.
En avril 1963, 111 plongeurs ont pris part au championnat, capturant dans la journée un total de 25 poulpes géants du Pacifique (Enteroctopus dofleini), pesant de 4 à 57 livres (1,8 à 25,9 kg).
En 1965 un article du Time magazine décrit la popularité croissante de ce sport.
Cette popularité décroît pendant les années 1970, l’opinion publique devenant alors plus sensible à la protection des animaux. En 1976, une loi de l'état de Washington interdit la maltraitance des animaux marins, ou leur chasse sans but de les consommer.